# Torneutes pallidipennis
Torneutes pallidipennis is een keversoort uit de familie boktorren (Cerambycidae). De wetenschappelijke naam van de soort is voor het eerst geldig gepubliceerd in 1837 door Reich.